# Đăng danh hình trâm ngược
Đăng danh hình trâm ngược (danh pháp khoa học: Dalzielia oblanceolata ) là một loài thực vật có hoa trong họ La bố ma. Loài này được Turrill mô tả khoa học đầu tiên năm 1916.